# Смислов Борис Васильович
Борис Васильович Смислов (нар. 25 грудня 1917, Москва, Ростов, Ярославська губернія, РСФРР — пом. 4 листопада 1970, Москва, СРСР) — радянський футболіст та тренер, виступав на позиції нападника. Володар Кубку СРСР (1946, 1947).

## Кар'єра гравця
Вихованець юнацької команди заводу ім. Калініна (сел. Калінінський Московської обл.). Розпочав кар'єру гравця в 1936 році в команді «Зеніт» (сел. Калінінський, нині місто Корольов). У 1939 році став гравцем клубу групи «Б» ленінградського «Зеніту». По ходу сезону перейшов у команду класу «А» московське «Торпедо». Сезон 1941 року розпочав у команді класу «А» «Стахановець» зі Сталіно (нині Донецьк). Чемпіонат 1941 року, оскільки розпочалася Німецько-радянська війна.
У 1942 році став гравцем московського «Спартака». У тому ж році виграв чемпіонат і Кубок Москви. Перший матч за основний склад червоно-білих у всесоюзних змаганнях провів 6 серпня 1944 року в розіграші кубка СРСР. У чемпіонаті вперше зіграв за «Спартак» 1 червня 1945 року, в тій же грі відзначився своїм першим голом за «червоно-білих». У складі «Спартака» двічі вигравав Кубок СРСР з футболу, в 1946 і 1947 роках, в 1948 році завоював бронзові медалі чемпіонату СРСР. Всього зіграв за «Спартак» 53 матчі, в тому числі 46 у чемпіонаті СРСР та сім у розіграші Кубка СРСР. Чотири рази був замінений, чотири рази виходив на заміну. Відзначився 7 голами, в тому числі 6 — у чемпіонаті. За дубль московського «Спартака» зіграв понад 4 поєдинки та забив 1 м'яч.
У 1949 році перейшов в команду першої групи «Крила Рад» з Куйбишева. У складі куйбишевської команди ставав півфіналістом Кубка СРСР в 1950 році і бронзовим призером турніру за Приз Всесоюзного комітету фізкультури і спорту 1952 року. У 1953 році вирішив завершити кар'єру гравця, але вже в наступному році повернувся в футбол, ставши граючим тренером команди заводу № 500 з Тушино. Після закінчення сезону 1954 року остаточно завершив кар'єру футболіста.

## Кар'єра тренера
Кар'єру тренера Смислов розпочав у 1954 році, ставши граючим тренером команди заводу № 500 в місті Тушино, де пропрацював один сезон. У березні 1956 року призначений тренером українського клубу «Спартак» (Ужгород), який виступав у класі «Б». У грудні того ж року Смислов покинув закарпатську команду і наступного року очолив інший український клуб класу «Б» «Спартак» з міста Станіслав (нині Івано-Франківськ). Під його керівництвом команда того ж року посіла перше місце в зональному турнірі чемпіонату СРСР класу «Б», але посівши лише друге місце у фінальному турнірі в Ташкенті не змогла завоювати право виступати в класі «А». У 1958 році призначений головним тренером команди «Спартак» (Єреван). У тому ж році вірменський клуб під керівництвом Смислова посів друге місце в 4-й зоні класу «Б», а вже в наступному році виграв так зване «мале золото», посівши перше місце в 3-й зоні класу «Б» і домігшись права виступати в турнірі команд класу «А». У 1960 році єреванська команда за підсумками Чемпіонату СРСР в класі «А» посіла 9-е місце з 22.
У 1961 році Смислов став головним тренером краснодарського «Спартака», який виступав в 3-й зоні РРФСР класу «Б». Того року команда виступила вкрай невдало, посівши лише 8-е місце з 13-ти, в той час як раніше краснодарци протягом 6 років не опускалися нижче 5-го місця. На думку уболівальників, основні причини провалу лежали в слабкій роботі тренерського штабу, перш за все, в психологічному настрою команди. Після першого кола чемпіонату 1962 року «Спартак» займав 6-е місце, невдало зігравши практично з усіма лідерами. В результаті в липні Смислов був змушений залишити команду.
У серпні того ж 1962 року Смислов очолив клуб «Онежець» з Петрозаводська, який покинув наприкінці 1963 року. У 1967 році призначений начальником команди «Шинник» (Ярославль), яка грала в 2-й підгрупі 2-ї групи класу «А». У наступному 1968 році став головним тренером киргизького клубу «Алай» (Ош), в якому пропрацював один рік. У 1970 році очолював клуб «Ірригатор» (Чарджоу). Помер у Москві 4 листопада 1970 року.

## Статистика виступів
Дані по матчах і забитим м'ячам не завжди повні. Неповні дані позначаються знаком ↑.
| Клуб                      | Сезон                     | Ліга  | Ліга | Кубок | Кубок | Інші  | Інші | Загалом | Загалом |
| Клуб                      | Сезон                     | Матчі | Голи | Матчі | Голи  | Матчі | Голи | Матчі   | Голи    |
| ------------------------- | ------------------------- | ----- | ---- | ----- | ----- | ----- | ---- | ------- | ------- |
| «Зеніт» (Ленінград)       | 1939                      | 7     | 0    | 0     | 0     | 0     | 0    | 7       | 0       |
| «Зеніт» (Ленінград)       | Загалом                   | 7     | 0    | 0     | 0     | 0     | 0    | 7       | 0       |
| «Торпедо» (Москва)        | 1939                      | 0     | 0    | 0     | 0     | 0     | 0    | 0       | 0       |
| «Торпедо» (Москва)        | 1940                      | 1     | 0    | 0     | 0     | 0     | 0    | 1       | 0       |
| «Торпедо» (Москва)        | Загалом                   | 1     | 0    | 0     | 0     | 0     | 0    | 1       | 0       |
| «Стахановець» (Сталіно    | 1941                      | ?     | 2    | 0     | 0     | 0     | 0    | ?       | 2       |
| «Стахановець» (Сталіно    | Загалом                   | ?     | 2    | 0     | 0     | 0     | 0    | ?       | 2       |
| «Спартак» (Москва)        | 1944                      | 0     | 0    | 2     | 0     | 0     | 0    | 2       | 0       |
| «Спартак» (Москва)        | 1945                      | 12    | 1    | 0     | 0     | 0     | 0    | 12      | 1       |
| «Спартак» (Москва)        | 1946                      | 19    | 4    | 4     | 1     | 2     | 0    | 25      | 8       |
| «Спартак» (Москва)        | 1947                      | 8     | 0    | 0     | 0     | ?     | 0    | 8↑      | 0       |
| «Спартак» (Москва)        | 1948                      | 7     | 1    | 1     | 0     | ?     | 0    | 8↑      | 1       |
| «Спартак» (Москва)        | Загалом                   | 46    | 6    | 7     | 1     | 2↑    | 0    | 55↑     | 7       |
| «Крила Рад» (Куйбишев)    | 1949                      | 25    | 2    | ?     | 1     | 5     | 0    | 30↑     | 3       |
| «Крила Рад» (Куйбишев)    | 1950                      | 33    | 3    | 7     | 1     | 3     | 0    | 43      | 4       |
| «Крила Рад» (Куйбишев)    | 1951                      | 26    | 4    | 4     | 1     | ?     | 0    | 30↑     | 5       |
| «Крила Рад» (Куйбишев)    | 1952                      | 6     | 1    | 1     | 0     | 8     | 0    | 15      | 1       |
| «Крила Рад» (Куйбишев)    | Загалом                   | 90    | 10   | 12↑   | 3     | 16    | 0    | 60      | 2       |
| Всього у вищому дивізіоні | Всього у вищому дивізіоні | 137↑  | 18   | 19↑   | 4     | 18↑   | 0    | 174↑    | 22      |

1. ↑  Інформацію про матчі та голи за клуб в різних лігах чемпіонату СРСР
2. ↑  Інформацію про матчі та голи за клуб в розіграші Кубка СРСР
3. ↑  Інформацію про матчі та голи за клуб у турнірі дублерів.

## Досягнення

### Як гравця
- Кубок СРСР
  -  Володар (2): 1946, 1947

- Чемпіонат СРСР
  -  Бронзовий призер (1): 1948

### Як тренера
- Переможець зонального турніру класу «Б» 1957 роки разом зі «Спартаком» (Станіслав).
- Переможець турніру 4-ї зони класу «Б» 1959 року разом зі «Спартаком» (Єреван).

### Відзнаки
- Майстер спорту СРСР